# They Might Be Giants in Holidayland
They Might Be Giants in Holidayland é o décimo oitavo EP da banda They Might Be Giants, lançado a 6 de Novembro de 2001.

## Faixas
1. "Santa Claus" (G. Roslie) - 2:55
2. "Santa's Beard" (J. Flansburgh) - 1:53
3. "Feast of Lights" (J. Linnell) - 2:36
4. "Careless Santa" (feat. Yuval Gabay) (J. Flansburgh) - 2:16
5. "O Tannenbaum" (trad.) - 2:07

## Créditos
- Dan Hickey - Bateria
- Kurt Hoffman - Teclados
- Tony Maimone - Baixo
- Dan Miller - Guitarra
- Danny Weinkauf - Baixo